# USS Herndon (DD-638)
Эскадренный миноносец «Херндон» (англ. USS Herndon (DD-638)) — американский эсминец типа Gleaves.
Заложен на верфи Norfolk Navy Yard, Норфолк 26 августа 1941 года. Спущен 5 февраля 1942 года, вступил в строй 20 декабря 1942 года.
Выведен в резерв 8 мая 1946 года. Из ВМС США исключён 1 июня 1971 года.
Потоплен 24 мая 1973 года как цель близ побережья Флориды.